# Dobner Ábrahám Egyed
Dobner Ábrahám Egyed (Sopron, 1693 – ?) jegyző, író.

## Élete
Városi jegyző és főgyám (Ober-Vormunder) Sopronban. Dobner Ferdinánd polgármester fia, Dobner Sebestyén Ferdinánd ügyész öccse. 1711-ben a jénai egyetem hallgatója volt. Áttért a katolikus vallásra, és a reformáció emlékünnepe ellen írta meg „Sopronyi piros tyúkmony” („Oedenburgisches rothes Ay”) című vitairatát 1719-ben.

## Munkái
- Oedinburgerisches rothes Ay, in welchem die wahre Freud und Hoffnung der Uralt-Catholischen Christen eingeschlossen, das ist: Catholische Anmerkungen über das Lutherische Lied, so von denen Uncatholischen an ihrem sogenannten Jubel-Fest, anno 1717, den 31. Oct. zu Oedenburg feyerlich in ihrem Oratorio gesungen… 1718. (Bécs, 1719.) (Magyar fordítása: Sopronyi piros tyukmony… Kassa, 1719. címmel.)
- Lob-Rede an dem hohen Ehren-Fest des heiligen Ignatii Loyolae, Stifters und Urhebers der Sociatät Jesu. Wienerisch-neustadt, 1721.
- Unsterblicher Tugend-Ruhm der weyland… Frauen Judithae Dobnerin, einer gebohrnen Artnerin, welche den 4. September 1721. Jahrs das Zeitliche gesegnet… Oedenburg.
- Mariae Himmelfahrt der Christen höchste Wohlfahrt aus dem Hohen Lied Cap. 8. v. 5. vorgestellet. Uo. 1722.
- Zwey kurtz abgefaste Reden, deren eine den 4. Jen. 1723. als an dem ersten gemein Tag vor E. Wohl-Edlen Freistadt Oedenburg auf dem Rath Hausz zur schuldigen neuen Jahrs Gratulation… den 24. April, als am Tage des Heil. Ritters u. Martyrers S. Georgii bey solenner Obrichkeitlicher Restauration… gehalten worden. Wienerisch-Neustadt.
- Thesaurus vocabulorum jurisprudentiae et medicinae sectatoribus imprimis vero advocatis scitu necessariorum… Uo. 1729.

Lackneri (Christophori) vitae curriculum (Ratisbonae, 1714.) c. emlékkönyvben egy cikke van: De emblematibus, quibus b. Lacknerus fidem subditorum regi debitam repraesentare voluit.